# Remote login
| Anwendung  | Rlogin          | Rlogin          | Rlogin          | Rlogin          | Rlogin          |
| Transport  | TCP             | TCP             | TCP             | TCP             | TCP             |
| Internet   | IP (IPv4, IPv6) | IP (IPv4, IPv6) | IP (IPv4, IPv6) | IP (IPv4, IPv6) | IP (IPv4, IPv6) |
| Netzzugang | Ethernet        | Token Bus       | Token Ring      | FDDI            | …               |

Der Remote login, auch Rlogin, ermöglicht einem Computer-Benutzer, sich auf einem entfernten Computer über ein Netzwerk (beispielsweise Internet oder Intranet) anzumelden, um diesen zu verwenden, ohne am Ort des Gerätes sein zu müssen.
Die Authentifizierung erfolgt über eine Benutzerkennung sowie ein Passwort, über den remote-Host und den Quellport (host-basierte Authentifizierung, konfigurierbar über eine globale oder lokale rhosts Datei) oder über Kerberos. Der Quellport in der host-basierten Authentifizierung muss im privilegierten Port-Bereich liegen (1–1023).
Problematisch ist Rlogin wegen seiner mangelhaften Sicherheit. Bei Verwendung der Kennwort-basierten Authentifikation werden sowohl Benutzername und Kennwort als auch der gesamte Sitzungsinhalt unverschlüsselt übertragen und kann – je nach verwendetem Netzwerk – von anderen Rechnern aus mitgeschnitten werden. Auch bei der host-basierten Authentifizierung wird der gesamte Sitzungsinhalt unverschlüsselt übertragen. Außerdem führt jede Kompromittierung eines Netzwerkrechners, den die rhost-Datei als vertrauenswürdig einordnet, zu dem Umgehen der Authentifizierung, da von dort aus der Angreifer dann eine Verbindung von einem privilegierten Port aus mit einem beliebigen Benutzernamen (und nicht nur mit seinem lokal authentifizierten) aufbauen kann. Bei Verwendung von Kerberos wird die Authentifizierung sicher durchgeführt und je nach Konfiguration der Sitzungsinhalt verschlüsselt übertragen.